# Nnamdi Azikiwe
Benjamin Nnamdi Azikiwe (født 16. november 1904, død 11. maj 1996) var en politiker i Nigeria. Han var præsident mellem 1953 og 1959 og generalguvernør fra 1960 til 1963. I 1963 blev han valgt til præsident i Nigeria. I 1966 blev han styrtet i et militærkup og general Johnson Aguiyi-Ironsi overtog i stedet magten, men blev dræbt efter et halvt års styre.
Da Nigeria fik civilt styre i 1979 opstillede Azikiwe som præsidentkandidat men tabte til fordel for Shehu Shagari. Derefter trak Azikiwe sig fra det politiske liv.
1. ↑  Navnet er anført på engelsk og stammer fra Wikidata hvor navnet endnu ikke findes på dansk.